# Eberhard III van de Nordgau
Eberhard III van de Nordgau (ca. 840 - na 898) was een belangrijk edelman met grote bezittingen aan beide zijden van de Rijn, tussen het Bodenmeer en Straatsburg.
Eberhard was graaf in de Elzasser Nordgau, de Ortenau en de Aargau. Tevens was hij voogd van de abdij van St Felix en Regula in Zürich en van de abdij van Munster. In 858 was hij een van de afgezanten van Lodewijk de Duitser naar een concilie in Ulm. Hij was later een belangrijke steun voor Arnulf van Karinthië om de weerspannige Rudolf I van Bourgondië onder controle te houden.
Erberhard was een afstammeling van hertog Eticho I van de Elzas. Er zijn verschillende afstammingen gereconstrueerd maar die zijn geen van allen volledig overtuigend.
Eberhard was getrouwd met Adelinda. Hij heeft haar verstoten om een non uit Erstein tot vrouw te kunnen nemen. Eberard en Adelinda hadden een zoon: Hugo (ca. 875 - 940) die zijn vader in zijn graafschappen opvolgde en ook graaf was van Eguisheim en Hohenberg, en voogd van Lüders. Hugo was getrouwd met Hildegard van Ferrette (ovl. voor 940). Na de dood van Hildegard gaf Hugo zijn functies op en trad in een klooster in als monnik.